# Наследница
Наследница је амерички романтични филм из 1949. године који је режирао и продуцирао Вилијам Вајлер, према сценарију који су написали Рут и Огустус Гец, адаптираном према њиховој истоименој позоришној представи из 1947, која је и сама адаптирана из романа Хенрија Џејмса из 1880. Вашингтон Сквер. У филму глуми Оливија де Хевиленд као Кетрин Слопер, наивна млада жена која се заљубљује у згодног младића упркос приговорима њеног емотивно насилног оца који сумња да је мушкарац ловац на богатство. Монтгомери Клифт глуми Мориса Таунсенда, а Ралф Ричардсон глуми доктора Слопера.  
Наследница је премијерно приказана у Лос Анђелесу 6. октобра 1949. године, а у биоскопима је филм приказао Paramount Pictures 28. децембра 1949. године. Иако је пропао на благајнама, зарадио је 2,3 милиона долара са буџетом од 2,6 милиона долара, филм је добио похвале критике, а рецензенти су похвалили Вајлерову режију, сценарио и глумачку екипу. Филм је добио осам водећих номинација на 22. додели Оскара, укључујући Оскара за најбољи филм, и освојио је четири награде (више него било који други филм номинован те године); најбоља глумица (де Хавиленд), најбоља оригинална музика, најбољи дизајн продукције и најбоља костимографија.
1996. године, Наследница је изабрана за чување у Националном филмском регистру Сједињених Држава од стране Конгресне библиотеке као „културно, историјски или естетски значајна“.  
Universal Pictures, преко свог одељења ЕМКА, тренутно води дистрибуцију филма.

## Радња
У Њујорку, негде 1850-их, Кетрин Слопер је обична, стидљива жена чији отац, др Остин Слопер, не крије своје разочарање у њу. Кетрин, како је болно подсећа отац, има ограничен таленат и не може ни да се упореди са својом преминулом мајком. Кетринина друштвена тетка Лавинија Пениман усељава се у домаћинство након што је постала удовица и покушава да подстакне Кетрин да буде друштвенија и да нађе мужа.
Када на балу упозна згодног Мориса Таунсенда, Кетрин је заокупљена пажњом коју јој посвећује. Кетрин се лудо заљубљује у Мориса и они планирају да се венчају. Др Слопер верује да се Морис, који је много привлачнији и шармантнији од Кетрин, али сиромашан и са мало изгледа након што је протраћио сопствено наследство, удвара Кетрин само да би добио њен знатан приход. Тетка Лавинија фаворизује ту везу без обзира на то, будући да је довољно романтична и прагматична да ово посматра као Кетринину шансу за срећан брачни живот. Морис искрено воли Кетринино поштење и љубазност упркос својим углавном новчаним мотивацијама и према њој се односи с поштовањем, за разлику од њеног оца.
Искрена дискусија са Морисовом сестром потврђује мишљење др Слопера о Морису као ловцу на злато. Доктор води своју ћерку у Европу на дуже време да их раздвоји. Када се врате у Њујорк, др Слопер прети да ће разбаштинити своју ћерку ако се уда за Мориса и свађа се са Кетрин.
Кетрин и Морис планирају да побегну уз помоћ тетке Лавиније. Она нестрпљиво пакује кофере и чека целу ноћ да Морис дође и одведе је, али он не долази. Она вуче свој пртљаг назад на спрат и одлаже своје ствари. Кетрин је сломљеног срца. Убрзо након тога, др Слопер открива да умире. Он каже Кетрин да је поносан што се опирала Морису, али Кетрин осветнички говори свом оцу да и даље воли Мориса и изазива га да промени свој тестамент ако се плаши да ће протраћити његов новац након што умре. Он га не мења и умире, узнемирен, остављајући јој цело своје имање. Кетрин одбија да га види на самрти.
Неколико година касније, Морис се враћа из Калифорније. Тетка Лавинија организује да Морис посети Кетрин, мислећи да је ово Кетринина последња шанса. Кетрин поклања Морису дугмад од рубина која му је купила у Паризу. Морис обећава да ће се вратити по њу те ноћи, а она му каже да ће почети да пакује торбе. Након што Морис оде, Кетрин обавештава своју тетку да нема намеру да му понуди своју љубав. Тетка је пита како може бити тако окрутна, а Кетрин хладно одговара: „Да, могу да будем веома окрутна. Учили су ме мајстори“. Када Морис стигне касније те ноћи са обећаном кочијом, он позвони, а Кетрин наређује служавки да затвори врата, остављајући Мориса напољу, да извикује њено име и лупа на закључана врата. Кетрин се пење уз степенице са благим тријумфалним осмехом.

## Улоге
| Глумац              | Улога            |
| ------------------- | ---------------- |
| Оливија де Хевиленд | Кетрин Слопер    |
| Монтгомери Клифт    | Морис Таусенд    |
| Ралф Ричардсон      | др. Остин Слопер |
| Миријам Хопкинс     | Лавинија Пениман |

## Продукција
Након што је видела Наследницу на Бродвеју, Оливија де Хавиленд је питала Вилијама Вајлера да режира филм, као екранизацију драме.  Он је пристао и охрабрио руководиоце Paramount Pictures-а да откупе права од драматурга (Рут и Аугустус Гец) за 250.000 долара и понуде им 10.000 долара недељно за писање сценарија. Од овог пара је затражено да учине Мориса мање негативцем него што је био у њиховој представи и оригиналном роману у знак поштовања према жељи студија да искористи репутацију Монтгомерија Клифта као романтичног главног глумца. 
Филм је премијерно приказан у Radio City Music Hall-у у Њујорку 6. октобра 1949. 
Ралф Ричардсон је поновио улогу Остина Слопера у лондонској продукцији представе. 

## Пријем
Наследница је добила универзално признање критике. Босли Краутер је за The New York Times написао да филм „пуцкета алузивним животом и ватром у свом нежном и агонизирајућем приповедању изузетно карактерне приче“ и додао да је Вајлер „дао овој помало строгој драми интимност и топлу илузију близине које није имала на сцени.“ 
Brooklyn Eagle је сматрао да је филм „драма која изазива интензивно задовољство и која све време држи висок ниво интересовања, немилосрдно се развијајући до дирљивог врхунца“. Похвале за директоре посебно су похвалиле де Хевилендову „трансформацију Кетрин Слопер из патетично стидљиве девојке у хладну, згодну жену“. 